# Sluneční bouře v roce 1859

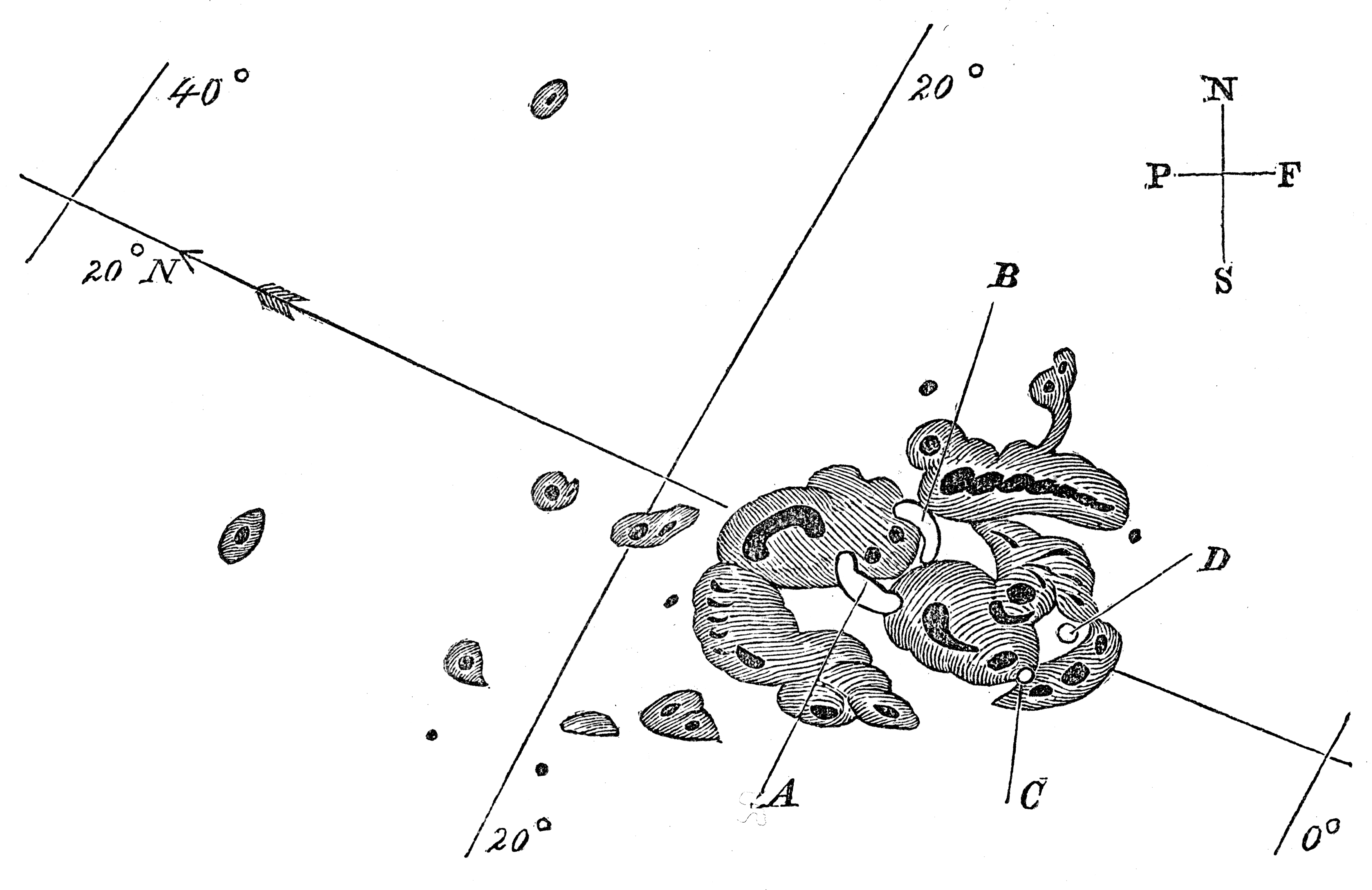
Sluneční skvrny dne 1. září 1859 zakreslené Richardem Christopherem Carringtonem. A a B označuje počáteční pozice intenzivního výboje (záblesku), jenž se posouval 5 minut ve směru k C a D, než zanikl

Sluneční bouře v roce 1859, rovněž známá jako Carringtonova událost, byla silná geomagnetická bouře v roce 1859 během 10. slunečního cyklu. Výron koronální hmoty ze Slunce zasáhl zemskou magnetosféru a vyvolal jednu z největších zaznamenaných geomagnetických bouří. Erupce v sluneční fotosféře byla pozorována a zaznamenána anglickými astronomy Richardem Christopherem Carringtonem a Richardem Hodgsonem.
Studie z roku 2012 ukázala, že sluneční bouře této intenzity by v dnešní době způsobila moderní civilizaci problémy ve velmi širokém spektru, přičemž odhadla pravděpodobnost, že k podobné události by mohlo dojít mezi lety 2012 až 2022 na 12 %. Nový odhad z roku 2019 však ukazuje, že pravděpodobnost je spíše kolem 1 % za 10 let.

## Carringtonova super erupce
V období mezi 28. srpnem a 2. zářím 1859 bylo na Slunci pozorováno mnoho slunečních skvrn. Dne 29. srpna 1859 byla pozorována polární záře až na severu Austrálie v Queenslandu. Těsně před polednem dne 1. září angličtí amatérští astronomové Richard Christopher Carrington a Richard Hodgson nezávisle na sobě učinili první pozorování sluneční erupce. Bouře byla spojena s významným výronem koronální hmoty (coronal mass ejection – CME), která byla vyvržena přímo k Zemi, přičemž její cesta dlouhá 150 milionů km trvala pouze 17,6 hodiny. Předpokládá se, že poměrně vysoká rychlost tohoto CME (typicky trvá CME několik dní, než dorazí k Zemi) souvisela s předchozím CME, který pravděpodobně způsobil velké polární záře dne 29. srpna a který „vyčistil cestu“ slunečnímu větru (plazmatu), jenž následně způsobil Carringtonovu událost.
Jelikož byl současně pozorován důsledek sluneční erupce skotským fyzikem Balfourem Stewartem na záznamu magnetometru Kewské observatoře a zároveň byla pozorována geomagnetická bouře následující den, Carrington vytušil spojitost v této událostí mezi Sluncem a Zemí. Informace z celého světa o účincích geomagnetické bouře, které v roce 1859 shrnul a publikoval Elias Loomis, potvrzují pozorování Carringtona a Stewarta.
Ve dnech 1. a 2. září se udála jedna z největších pozemskými magnetometry zaznamenaných geomagnetických bouří. Polární záře byla viditelná po celém světě – na severní polokouli od pólu na jih až v Karibiku. Ve Skalistých horách byla záře tak silná, že dokonce probudila zlatokopy, kteří si mysleli, že je ráno a započali si chystat snídani. Lidé, kteří se vzbudili na severu USA, mohli dokonce číst ve světle polární záře noviny. Polární záře byla viditelná dokonce tak daleko od pólů, jako je Kuba a Havaj.
Telegrafní systémy po celé Evropě a Severní Americe selhaly. V některých případech byli dokonce operátoři zasaženi elektrickým proudem. Na telegrafních sloupech přeskakovaly výboje. Někteří operátoři mohli odesílat a přijímat zprávy, přestože odpojili zdroj energie.
V sobotu dne 3. září 1859 informovaly noviny Baltimore News-American a Commercial Advertiser, že „o čtvrteční noci je šance na pozorování další polární záře. Tento jev byl velmi podobný jevu v neděli. Na obloze se objevilo světlo, které ji celou ozářilo a zastínilo i hvězdy. Toto světlo, ač mělo nepopsatelnou hebkost, která obklopovala vše, co ozařovalo, bylo silnější než Měsíc v úplňku. Mezi dvanáctou a jednou hodinou, když byl jas největší, byly tiché městské ulice osvětlené tímto světlem krásné a pozoruhodné.“
V červnu roku 2013 společně výzkumníci z Lloyd's v Londýně a z Atmosférického a přírodovědného výzkumného ústavu (AER) v USA použili data z Carringtonovy události k odhadnutí stávající ceny dopadu podobné události na USA, přičemž odhadli dopad škod pouze na USA ve výši 0,6 – 2,6 biliónů USD.

## Podobné události
Ledové jádro obsahující tenkou vrstvu bohatou na dusičnany bylo analyzováno za účelem rekonstruování historie solárních bouří před dobou jejich pozorování. Data z ledovce v Grónsku, shromážděná Kennethem G. McCrackenem a další, dávají důkaz, že události s intenzitou, jaká byla naměřena při Carringtonově události, se odehrávají jednou za 500 let. S pětinovou intenzitou potom několikrát za století. Nicméně novější výzkumné práce zkoumající led ukazují, že špičkové hodnoty dusičnanů nejsou důsledkem slunečních bouří, a tudíž jsou o této výzkumné metodě pochybnosti.
10Be a 14C je v současnosti považováno za spolehlivější indikátor. Tyto podobné, ale mnohem extrémnější sluneční bouře, mohou vzniknout i mimo Sluneční systém a dokonce i mimo Mléčnou dráhu (naši galaxii). Událost Miyake z roku 775, která je největší v záznamech za několik tisíc let, pravděpodobně byla způsobena Sluncem a nikoli supernovou. Méně významné bouře se odehrály v letech 1921 a 1960, kdy bylo narušeno rádiové spojení v celé šíři spektra. V březnu 1989 geomagnetická bouře vyřadila energetickou síť ve velké části Québecu. 23. července 2012 byla pozorována superbouře stejné třídy jako Carringtonova událost. Její trajektorie však minula Zemi. Informace o tomto pozorování byly poprvé veřejně sdíleny NASA.